# Chính trị tả – hữu
Phổ chính trị tả – hữu là một hệ thống phân loại quan điểm, ý thức hệ, và đảng phái chính trị. Chính trị cánh tả và chính trị cánh hữu thường được xem như là đối nghịch nhau, mặc dù một cá nhân hay một nhóm cụ thể có thể mang một lập trường cánh tả về một vấn đề và một lập trường cánh hữu về một vấn đề khác, và một số quan điểm có thể chồng lấn lên nhau và được coi là thiên tả hay thiên hữu tùy thuộc vào ý thức hệ. Ở Pháp, nơi mà các thuật ngữ này phát xuất, cánh tả còn lại được gọi là "đảng của phong trào" và cánh hữu, "đảng của trật tự."  Lập trường trung gian được gọi là chủ nghĩa trung dung, và người mang quan điểm đó được gọi là ôn hòa.
Giữa các nhà nghiên cứu, có một sự đồng thuận chung là cánh tả bao gồm những người theo chủ nghĩa cộng sản, chủ nghĩa xã hội, chủ nghĩa vô chính phủ, chủ nghĩa chống tư bản, chủ nghĩa chống đế quốc, chính trị xanh, chủ nghĩa tiến bộ, dân chủ xã hội và chủ nghĩa tự do xã hội. Các phong trào bình đẳng chủng tộc cũng thường liên kết với các tổ chức cánh tả.
Các nhà nghiên cứu cũng cho rằng, cánh hữu bao gồm những người theo chủ nghĩa tự do cổ điển, chủ nghĩa tự do cá nhân, chủ nghĩa tư bản, chủ nghĩa chống cộng, chủ nghĩa bảo thủ, chủ nghĩa tân bảo thủ, chủ nghĩa cựu bảo thủ, chủ nghĩa truyền thống, chủ nghĩa phát xít, chủ nghĩa chủng tộc ưu việt, và chủ nghĩa dân tộc.
Các nhà nghiên cứu phân loại Dân chủ Kitô giáo thuộc chủ nghĩa trung dung.